# Phlogophora v-brunneum
Phlogophora v-brunneum là một loài bướm đêm trong họ Noctuidae.